# Посуда

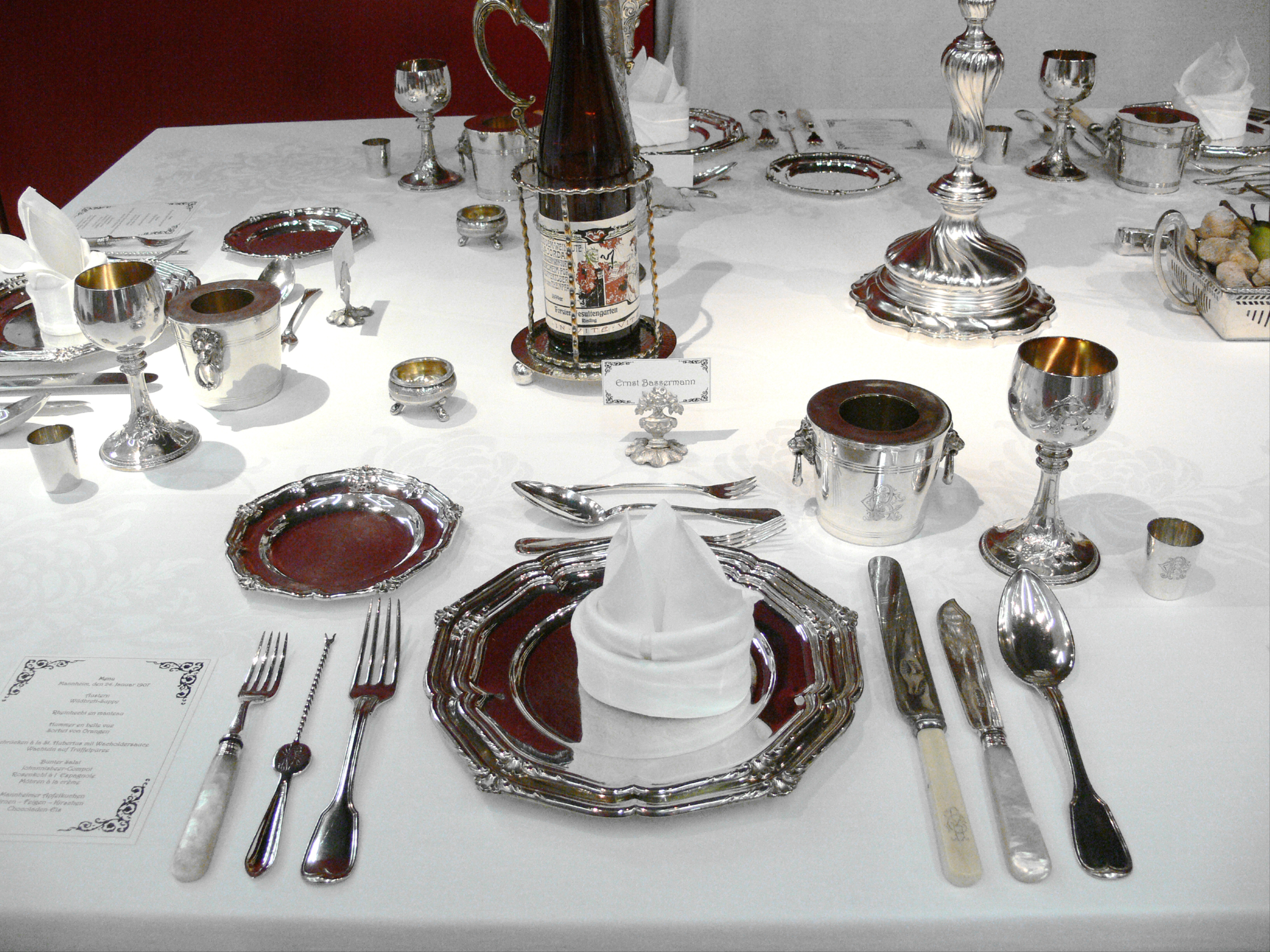
Сервированный стол

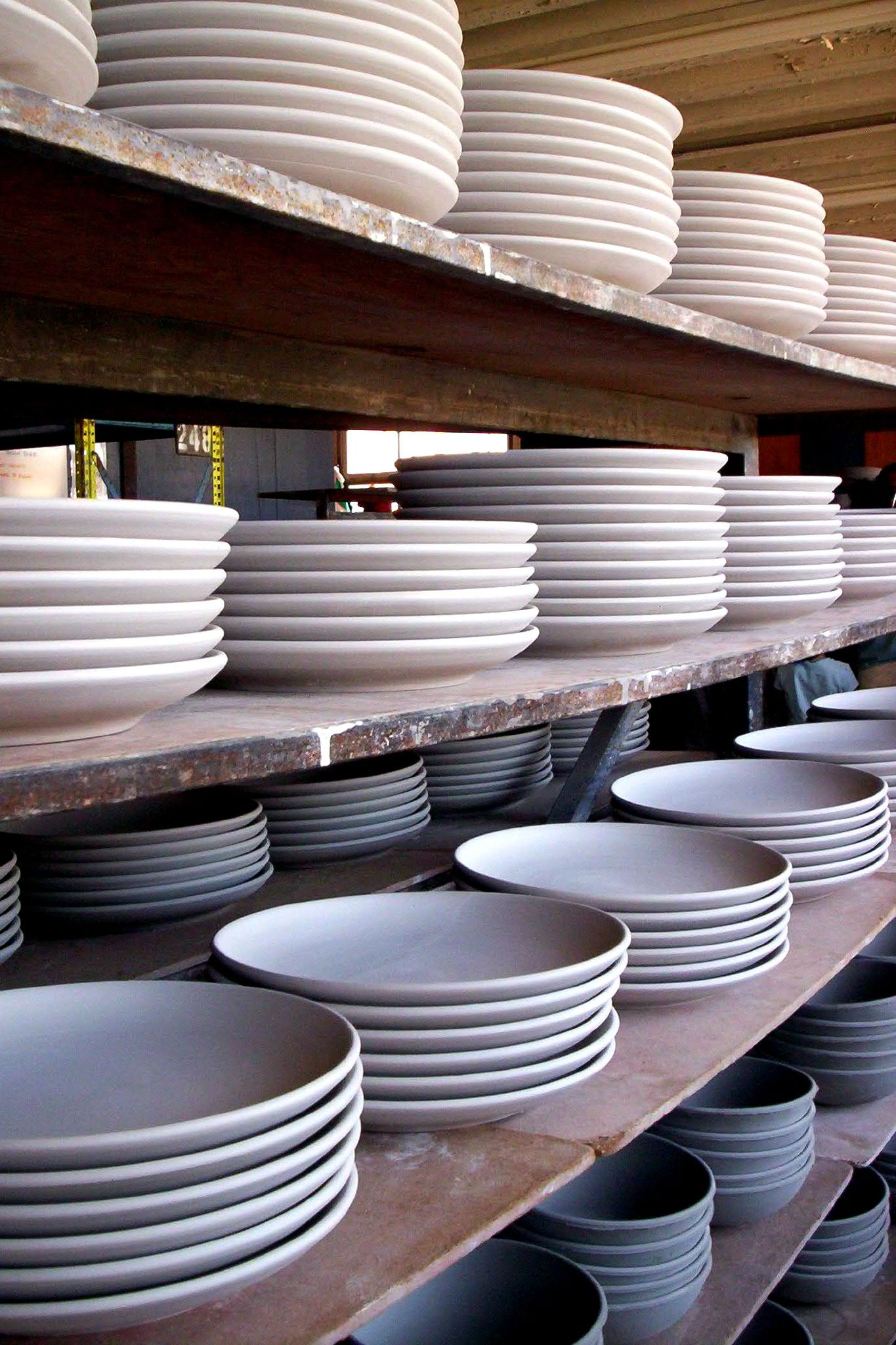
Тарелки

Посу́да — обобщённое название предметов быта, используемых для приготовления, приёма и хранения пищи. Вся посуда может быть разделена на несколько категорий:
- Предметы для сервировки стола: тарелки, миски, плошки, блюда, салатницы, чашки, кружки, пиалы, стаканы, рюмки, бокалы, стопки, блюдца, менажницы
- Изделия для приготовления пищи: кастрюли, сковороды, сотейники, шумовки;
- Сосуды для хранения пищи.

## Истории
С незапамятных времён человечество пользовалось теми или иными видами посуды. Вначале посуда изготавливалась преимущественно из глины — самого доступного в обработке жаропрочного и устойчивого к жидкости материала.
В дальнейшем с VI—IV веков до н. э. начала появляться чугунная посуда, позже медная посуда. Необходимость заменить глину как основной материал для изготовления посуды появилась с переходом от приготовления пищи на открытом огне, на углях или в печи к использованию варочных панелей (конфорок). Уже позже, в XX веке появилась посуда из нержавеющей стали. В конце 50-х годов XX века появилась и исключительно популярная в наши дни посуда с антипригарным покрытием.

## Назначение

### Для приготовления пищи
С представителями этой категории мы ежедневно встречаемся на кухне (в основном металлические) — это: сковороды, кастрюли, ковши, сотейники.

### Сервировки
В эту категорию входит всё то, что мы регулярно видим на обеденном столе. Здесь и изделия из стекла (и хрусталя): тарелки, стаканы; и керамические или фарфоровые соусницы, тарелки, чашки, кружки; и множество металлических предметов — ложки, вилки, ножи. Нередко используется одноразовая посуда из пластика — что, безусловно, очень гигиенично, но считается неприемлемым в дорогих ресторанах.

### Хранение пищи
К этой категории можно отнести контейнеры для хранения пищи. Чаще всего они изготовлены из металла (покрытого эмалью), стекла или пластика. Крупы могут находиться в любых герметичных ёмкостях. В стеклянных банках, как правило, хранятся соленья, варенье, консервированные компоты. Для жидких продуктов (молочные, кисломолочные, соки, минеральные и содовые воды) используются стеклянные, пластиковые или специально выделанные картонные ёмкости. Для алкогольных напитков используют стеклянные бутыли. Мясные выделанные (колбасные) и сырные изделия с ограниченным сроком хранения упаковываются в плотный пластик, недоступный внешней среде. Мясные и рыбные консервы — в металлических банках (с ограниченным сроком хранения).

## По материалам изготовления

### Чугунная

Чугунная сковорода-гриль шведской компании Skeppshult

Чугун — первый металл, из которого человечество начало делать посуду в промышленных масштабах. Тем не менее, посуда из чугуна пользуется популярностью до сих пор. У чугуна очень высокая теплоёмкость, что позволяет посуде разогреваться до высоких температур (алюминий за счёт более высокой теплоотдачи такой температуры достигнуть не может), а это необходимо когда речь идёт, например, о приготовлении блюд на гриле, в воке или выпечке.
Чугунную посуду можно разделить на посуду с покрытием и без него.
Непокрытая чугунная посуда имеет свойство ржаветь, если оставлена влажной, но обладает естественными антипригарными свойствами. Некоторые производители применяют обжиг непокрытой чугунной посуды в масле при высоких температурах, что позволяет создать дополнительный защитный слой, повышающий коррозийностойкость и антипригарные свойства чугуна. Чугунная посуда без покрытия — один из самых долговечных видов кухонной посуды, которой можно пользоваться неограниченно долго, если её не ронять и правильно ухаживать. Даже если чугунная сковорода сильно поржавела, её можно восстановить.
Чугунную посуду покрывают эмалью и антипригарным покрытием (последнее встречается реже).
Эмаль не позволяет чугуну ржаветь, но при этом по большей части теряются натуральные антипригарные свойства посуды, кроме того, даже высококачественная эмаль подвержена скалыванию, а эмаль низкого качества, которой покрывается большая часть недорогой посуды скалывается достаточно быстро. Посуду со сколотой эмалью рекомендуется сразу прекратить использовать так как вокруг места первого скола эмаль будет откалываться далее и попадать в пищу, а посуда в этом месте начнёт ржаветь.
Покрытие на основе ПТФЕ (тефлон) защищает чугунную посуду от ржавчины и многократно усиливает антипригарные свойства. Минус такого покрытия — относительная недолговечность (два-три года), кроме того, технология нанесения ПТФЕ на чугун достаточно сложна.

### Медная и латунная
Посуда из меди и латуни в наши дни не пользуется большой популярностью. Медь при контакте с пищевыми кислотами на воздухе переходит в раствор, а растворимые соединения меди чрезвычайно токсичны. С другой стороны медь обладает наилучшей теплопроводностью среди металлов, из которых изготавливают посуду. По этой причине она нашла применение в многослойных днищах для стальной посуды. В настоящее время из меди (тщательно облуженной изнутри) делают посуду для кипячения воды (самовары, чайники) а большую часть остальной «медной» посуды просто покрывают медью снаружи для обеспечения привлекательного дизайна.
Латунь (сплав меди с цинком), как более инертный материал, более или менее массово используется только для изготовления тазов для варки варенья и самоваров.

### Из нержавеющей стали
Посуда из нержавеющей стали наряду с посудой из алюминия и чугуна пользуется наибольшей популярностью. Для изготовления посуды используется легированная коррозионностойкая сталь, содержащая не менее 17 % хрома. Стали, используемые для изготовления посуды могут быть никельсодержащие (аустенитного класса- немагнитные). К таким сталям относятся стали марок 304 по AISI, которую некоторые изготовители обозначают как 18/10 (аналог стали 12Х18Н9 по ГОСТ 5632-72) марки 201,202, NTK D11 и т. д. Для изготовления посуды могут использоваться и безникелевые стали марок 430 (аналог марка 03Х17 по ГОСТ 5632-72) или как её обозначают некоторые производители 17/0, NSSC 180, JFE443CT, JYH21CT и др., относящиеся к ферритному классу — магнитные.
На рынке присутствует огромный выбор посуды из нержавеющей стали. Основные отличия между различными брендами и сериями заключается в технических характеристиках ёмкостей — толщине стенок и толщине теплораспределительного слоя (ТРС). Ёмкости посуды из нержавеющей стали изготавливаются методом глубокой вытяжки из холоднокатанного листа с отделкой поверхности 2В (зеркальная полировка) и могут иметь самые различные формы. ТРС прикрепляется к ёмкости методом высокотемпературной пайки или диффузионной сварки. ТРС представляет собой алюминиевый или медный диск, заключённый в капсулу из нержавеющей стали, как правило, ферритного класса. Это делает возможным использование такой посуды на индукционной плите. Ручки посуды крепятся к ёмкости либо методом контактной точечной сварки, либо с помощью заклёпок. Простые изделия, не предназначенные для использования на плите, изготавливаются без ТРС. Для отделки поверхности используются два основных вида полировки — зеркальная и матовая, а также их комбинация. Посуда из нержавеющей стали может использоваться как для приготовления пищи, так и для её хранения.
Отечественная посуда изготавливается в соответствии с ГОСТ 27002-86, импортная в соответствии с EN и другими международными стандартами.
В настоящее время основная масса «европейских» брендов, представленных на рынке, производится в Китае, некоторая часть в Турции, а самые дешёвые и некачественные в Индии. Особенностью посуды, производимой в этих странах, является то, что тамошние производители не обременены соблюдением международных стандартов и поэтому качество такой посуды определяется, как правило, спецификацией импортера.

### Алюминиевая
Преимущества алюминиевой посуды в хорошей теплопроводности, лёгкости в эксплуатации. Пригодна для нанесения антипригарных покрытий. По методу производства бывает литой и штампованной. Штампованная посуда достигает 5 мм в толщину, днище литой посуды начинается с 4 мм и доходит до 10 мм. Как правило, чем толще днище посуды, тем лучше в ней распределяется тепло и тем лучше сама посуда, конечно, необходимо обращать внимание и на характеристики антипригарного покрытия, нанесённого на посуду.
Так же производителями посуды выпускается продукция из анодированного алюминия (anodised aluminium) — алюминий с прочным оксидным покрытием, получаемым с помощью электролитической ванны.
В нынешнее время, также, существует одноразовая алюминиевая посуда — касалетки.

### Эмалированная
Эмалированная посуда — это металлическая посуда с эмалированным покрытием.

### Из титана
Из титана, в силу его меньшей, чем у стали, плотности, массово изготавливается туристическая посуда. А так как металл обладает неплохой теплопроводностью в последнее время наблюдаются попытки изготавливать из него сковороды и казаны, тем не менее при использовании на кухне, где вес посуды не имеет решающего значения, каких-либо значительных преимуществ перед алюминием или сталью у посуды из титана нет.

### Стеклянная
Стекло чаще всего используется для изготовления предметов сервировки стола. Но кроме очень изящных стеклянных (и хрустальных) рюмок, бокалов, ваз, стаканов, тарелок, чашек и блюдец регулярно встречаются чайники и кастрюли из жаропрочного (боросиликатного) стекла либо ситалла (стеклокерамики)). Такие кастрюли можно совершенно спокойно ставить как на плиту, так и в микроволновую печь, благодаря их прозрачности Вам всегда будет видно, в каком состоянии находится готовящееся блюдо, а так как стекло является химически инертным материалом, Вы надёжно защищены от изменения вкуса или других характеристик готовящейся пищи.

### Глиняная и керамическая
В этот раздел попадают горшочки для порционного приготовления блюд, разнообразные керамические ёмкости для тушения в духовке или микроволновой печи, а также весь спектр столовой посуды — кружки, тарелки, кувшины, миски и т. д. Серьёзным минусом кухонной посуды из керамики является невозможность её использования на варочных панелях, хотя есть и исключения, например, керамические жаровни и турки.
К керамической посуде ручки примазываются на поверхность стенок или оба конца ручки вставляются в отверстия сосуда, приминаются и заглаживаются с внутренней стороны (сквозное крепление). Существует комбинированный способ крепления. Примазывание на поверхность стенок встречается у сосудов малых размеров, сквозное и комбинированное крепление — у сосудов средних и больших размеров.
Из керамической посуды, вошедшей в русский быт, с глубокой древности и до наших дней широко используется столовая и чайная, изготовляемая из обожженной глины, фаянса и фарфора.

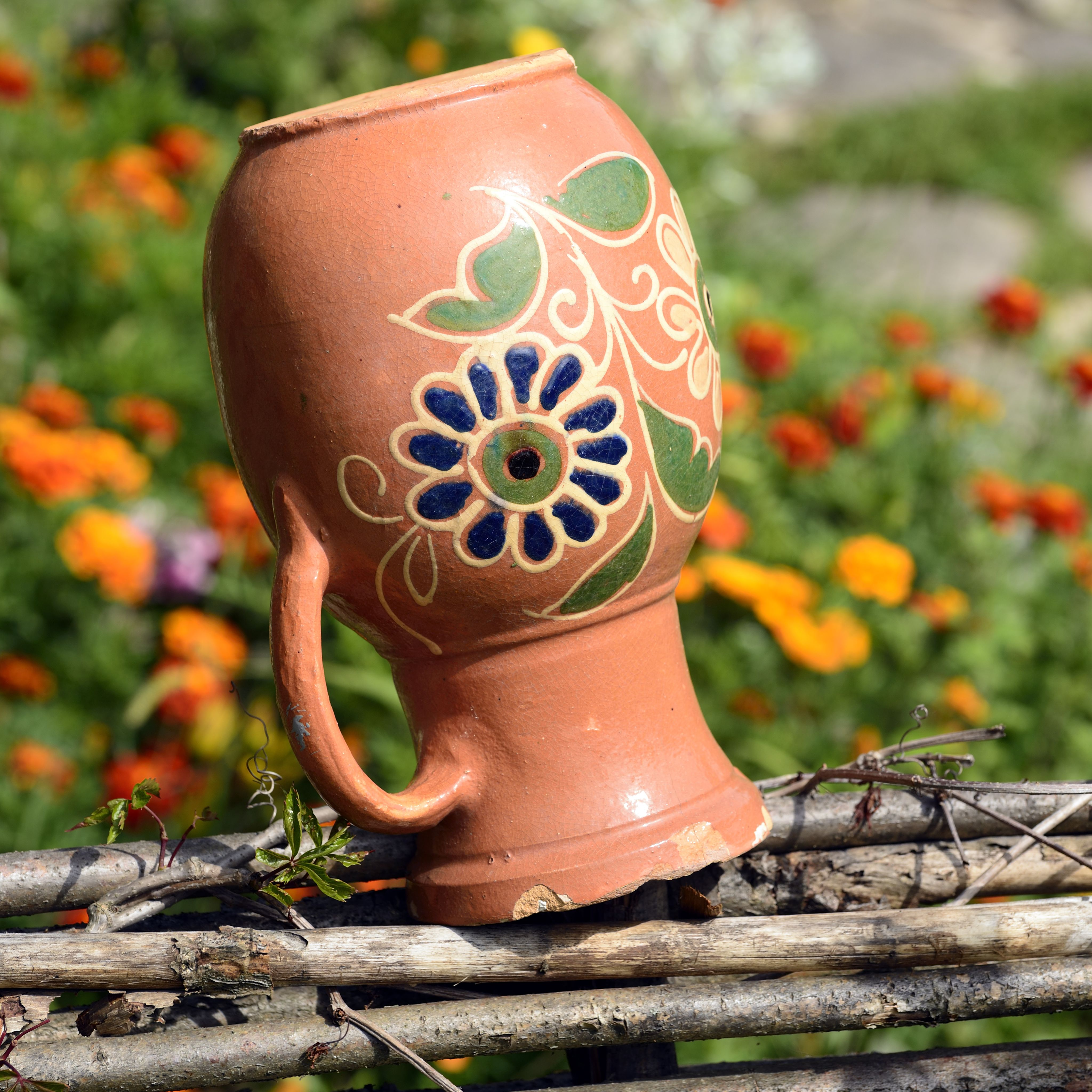
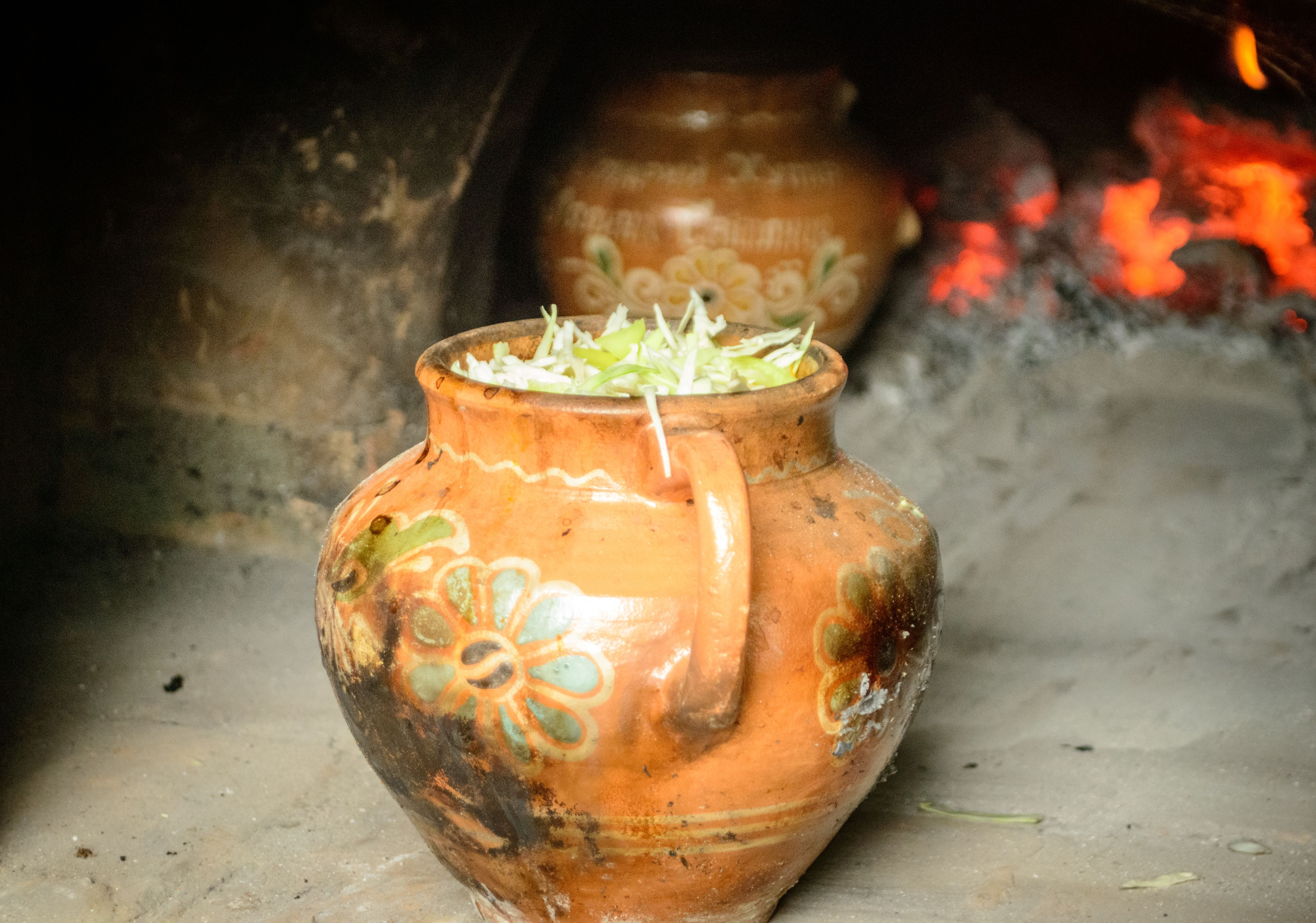
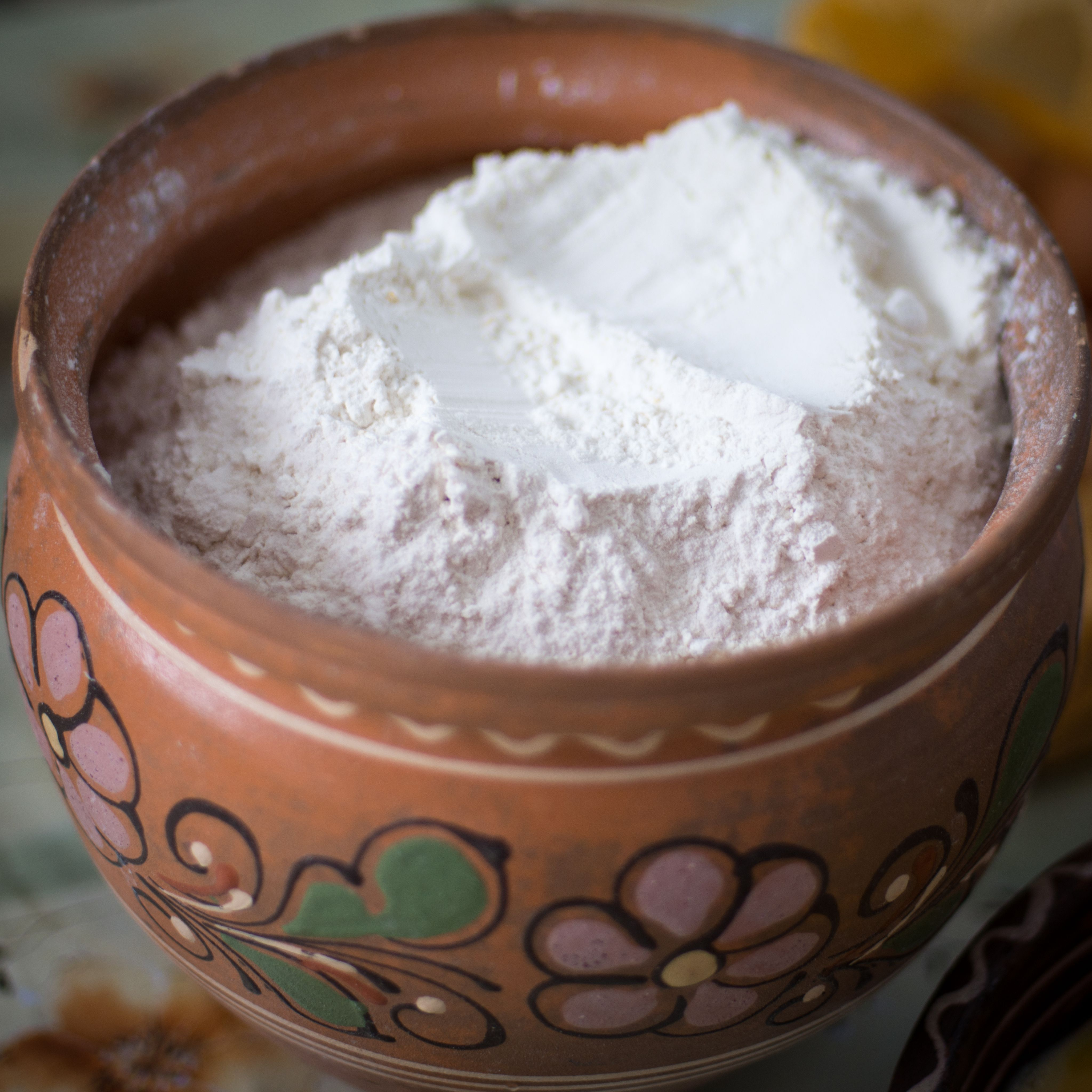
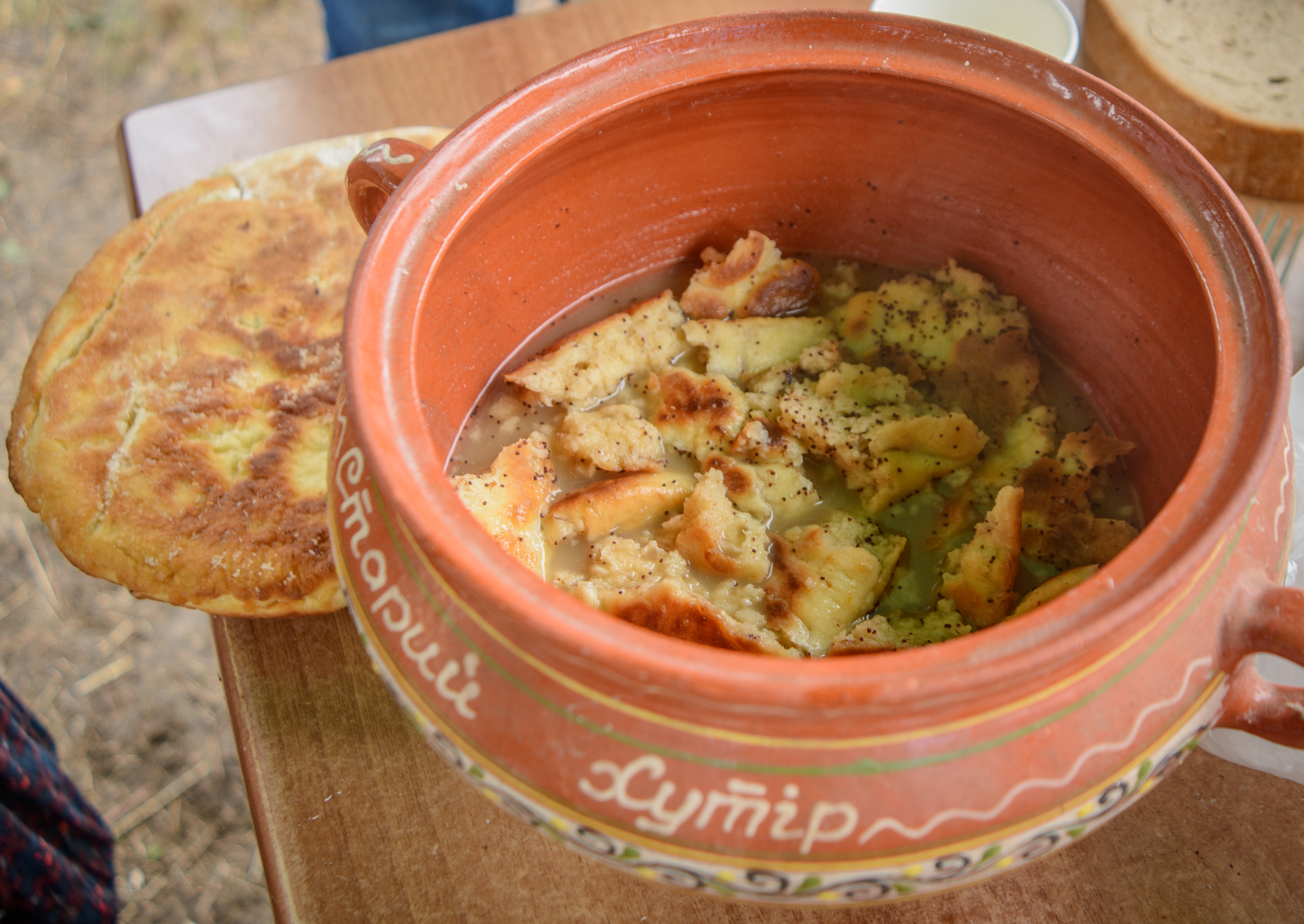
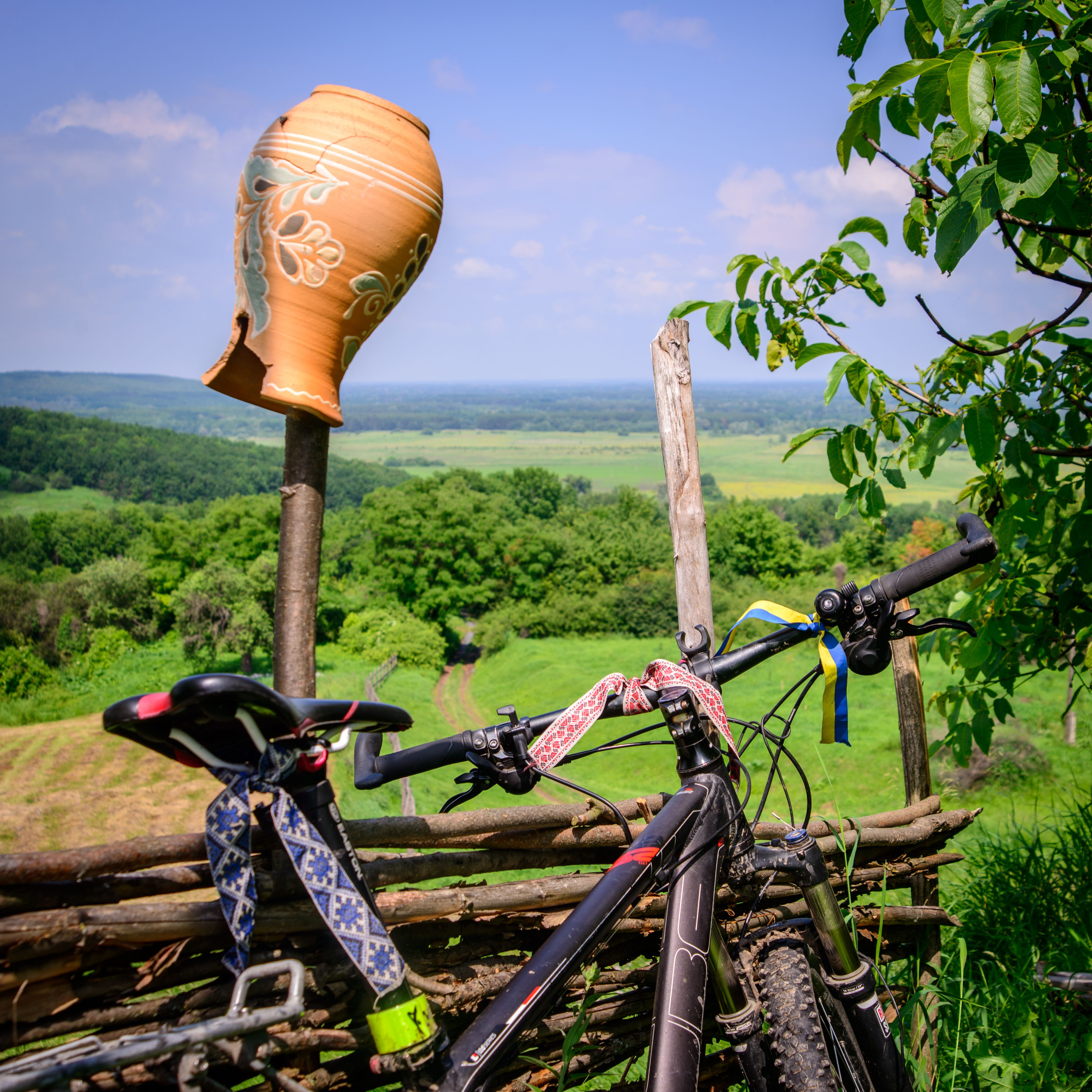
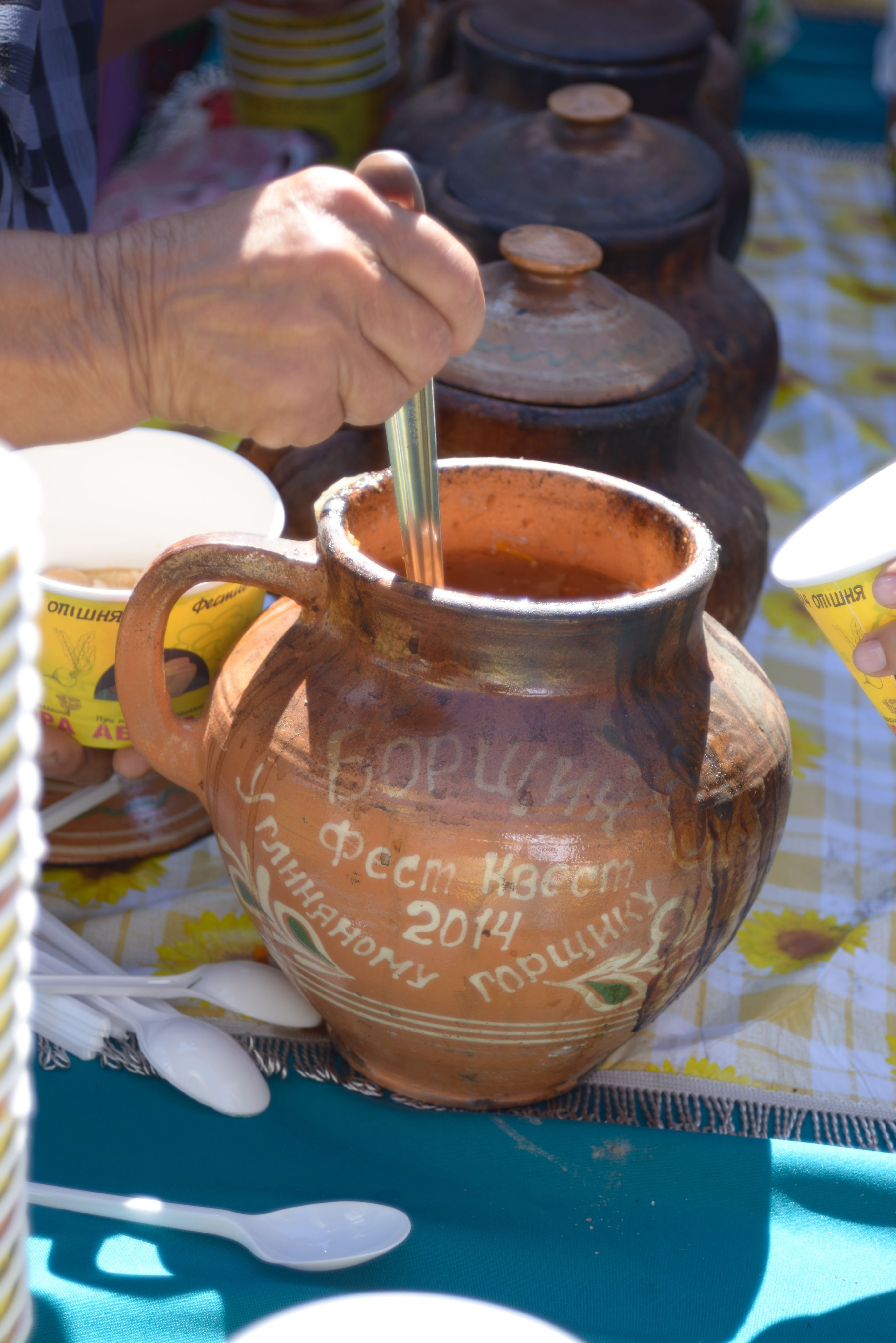
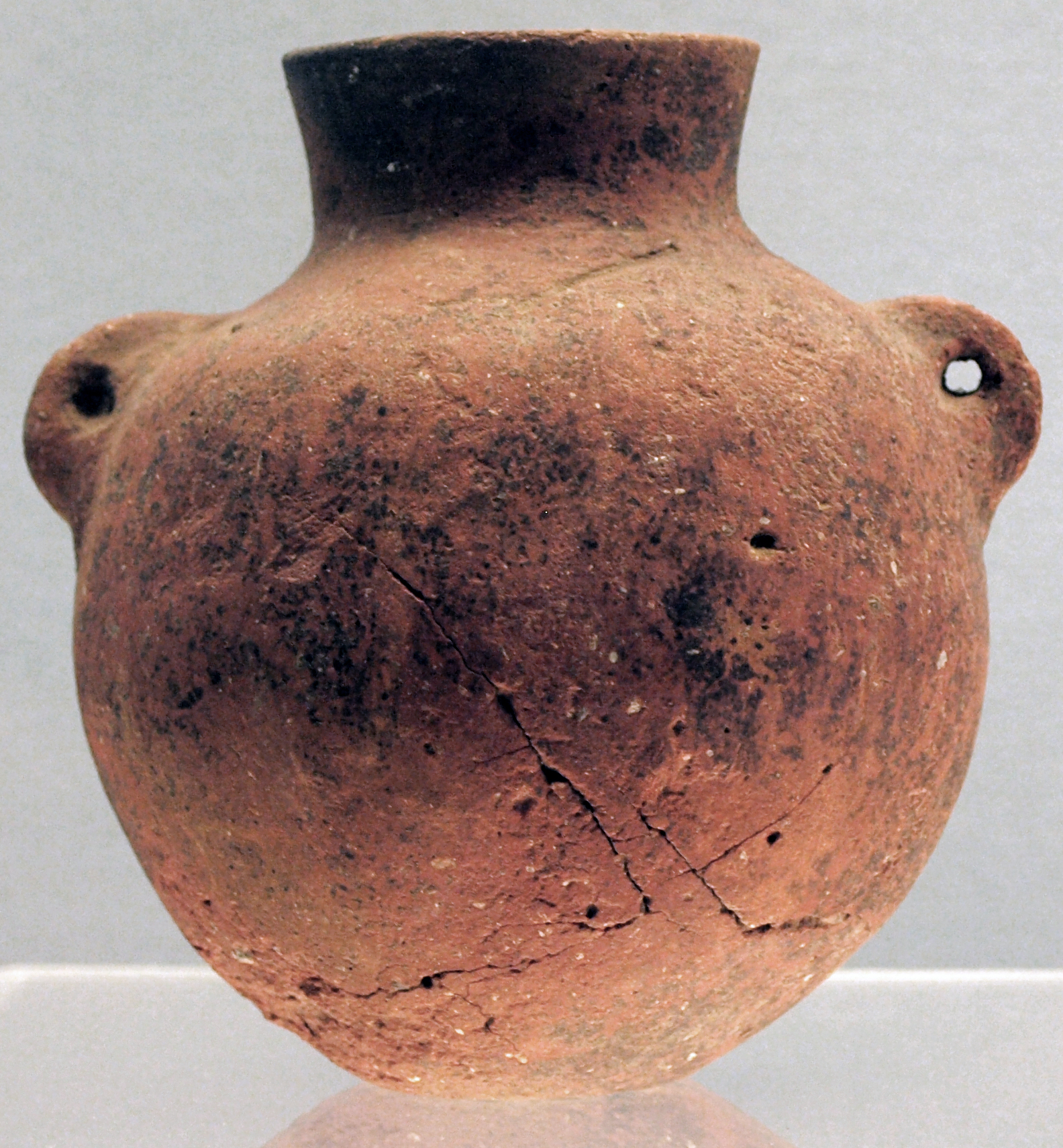
«Корчага-фляга» с ручками-ушками. Культура Пэйлиган
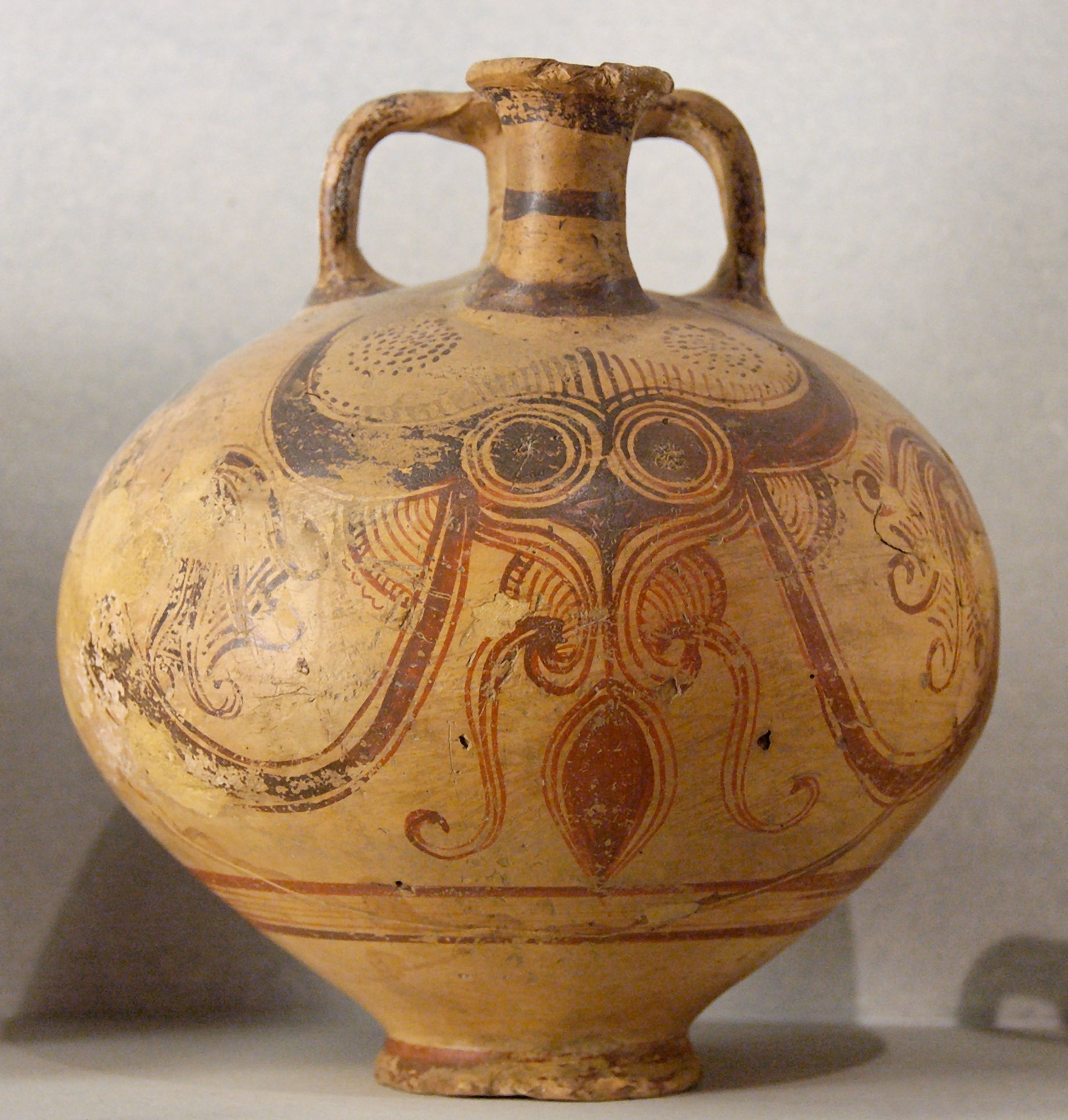
Стремевидная ваза[англ.] с Родоса. Позднеэлладский период (1200—1100 до н. э.). Лувр
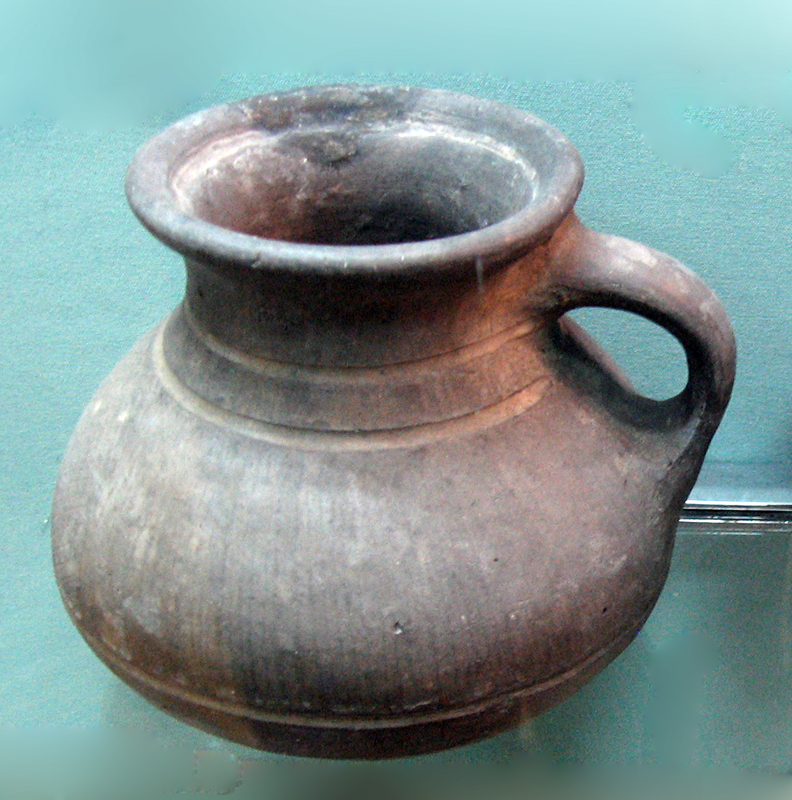
Салтовский керамический сосуд. VIII—XIX вв.

### Фарфоровая и фаянсовая
Это, как правило, столовая посуда: тарелки, блюдца, розетки, чашки, салатницы и т. д. Также существует и посуда для приготовления пищи из жаропрочного фарфора и фаянса: формы для запекания и кастрюли, пригодные для использования в духовых шкафах.

### Пластмассовая
Изготовляется из полипропилена, полистирола и других материалов. Как правило, предназначена для одноразового употребления. Широко используется в ресторанах быстрого питания (фастфудах) и при организации пикников. Некоторые виды пластмасс не предназначены для горячих блюд или для алкогольных напитков, поскольку при термическом воздействии или при контакте со спиртом выделяют вредные вещества. Также опасные вещества могут содержать суперконцентраты красителей, использующихся при производстве одноразовой посуды. Пластиковая посуда многоразового использования тоже может быть опасной для здоровья человека. Особенно это касается изделий из меламина.
Одноразовая пластиковая посуда может быть переработана и использована вторично, для изготовления изделий, не контактирующих с пищевыми продуктами.
Во Франции принят закон, согласно которому с 2020 года пластмассовая одноразовая посуда на территории Франции будет запрещена для использования.

### Бумажная
В настоящее время бумажная (одноразовая) посуда (тарелки, стаканы) используется гораздо реже пластиковой. Это связано с тем, что изготовление бумажных стаканчиков технологически сложнее, чем штамповка из пластика.
Бумага или тонкий картон, как правило, пропитываются водоотталкивающими веществами. Достаточно часто для этого используется тефлон. Область применения такой посуды такая же, как и у одноразовой пластиковой.
Почти все одноразовые бумажные стаканчики изнутри покрыты тонким слоем полиэтилена: чтобы стакан выдерживал высокую температуру и не промокал. Из-за сплава бумаги и пластика материал почти невозможно переработать. В естественной среде бумага разложилась бы за 1-2 года, но из-за наличия пластика в составе одноразовые стаканчики обречены десятилетиями лежать на свалке.
Для производства бумажных стаканчиков используют так называемую первичную целлюлозу, которую получают из древесного сырья. Чтобы произвести 2,5 тысячи стаканчиков, нужно срубить одно дерево. Во всём мире для производства одноразовых бумажных стаканчиков ежегодно вырубают 32 миллиона деревьев.
Деревья растут в среднем 50 лет, но когда становятся стаканчиками, превращаются в мусор уже через 15 минут после покупки.

### Силиконовая
Если говорить о посуде из силикона (а не посуде с некоторыми элементами из силикона), то подавляющее её большинство — это формы для выпечки. Также достаточно массово встречаются силиконовые крышки для сковород и кастрюль.

### Плетёная

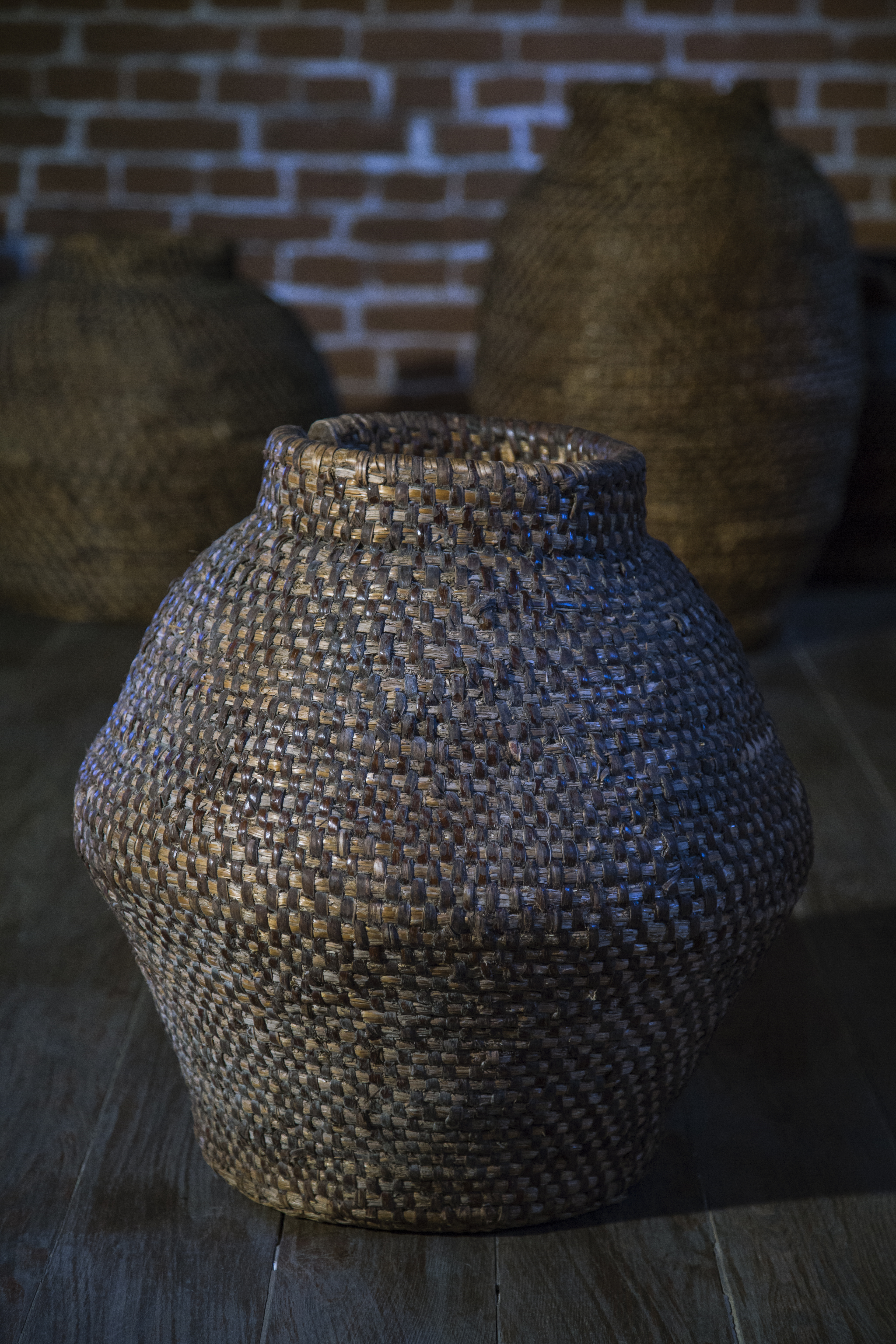
Соломенный кувшин. Центральная Украина, конец XIX века. ИКК «Замок Радомысль» (Радомышль, Украина)

Плетёная посуда для хранения сыпучих веществ и жидкостей была известна ещё несколько тысячелетий назад среди германцев, кельтов, славян. В плетёных емкостях перевозили зерно, воду, масло, вино.
Для плетения использовали солому и лозу, которые соединялись настолько плотно, что стенки сосуда набухали от влаги внутри его и становились влагонепроницаемыми.
В отличие от глиняных аналогов (например, амфор), плетеная посуда была более лёгкой и поэтому удобной для транспортировки. Недостаток был в том, что плетеные кувшины и другие ёмкости при пожарах сгорали. Это одна из причин, почему до наших дней мало дошло такого рода посуды.

### Съедобная
Посуда, которую можно употребить в пищу после использования. Съедобная посуда может быть как домашнего изготовления, так и выпускаться компаниями в промышленном масштабе.

## Антипригарные покрытия
На современной посуде можно наблюдать огромное количество антипригарных покрытий. Чаще всего встречаются покрытия Teflon и Whitford, разработанные американскими компаниями. Но также есть ещё множество компаний, выпускающих по линейке антипригарных покрытий для посуды из алюминия или стали. Последнее время появилась посуда с керамическим покрытием (не путать с неорганической керамикой).
Покрытия различаются по количеству слоёв, толщине и устойчивости к механическим повреждениям. Самые тонкие покрытия, толщиной от 10-15 мк используются для нанесения на формы для выпечки, так как механические нагрузки там минимальны. Для посуды, как правило, используют покрытия толщиной от 25 до 50 мк.
Покрытия более высокого класса обычно включают в себя абразивные добавки, увеличивающие их прочность — у разных производителей в этих целях используются керамическая и алмазная пыль, либо другие разнообразные добавки, как правило минерального происхождения.
Для алюминиевой посуды можно провести соответствие между толщиной дна и классом покрытия: как правило, чем больше толщина дна, тем более высокого класса покрытие используется для посуды.